# محادثات السلام الإسرائيلية الفلسطينية 2013–14

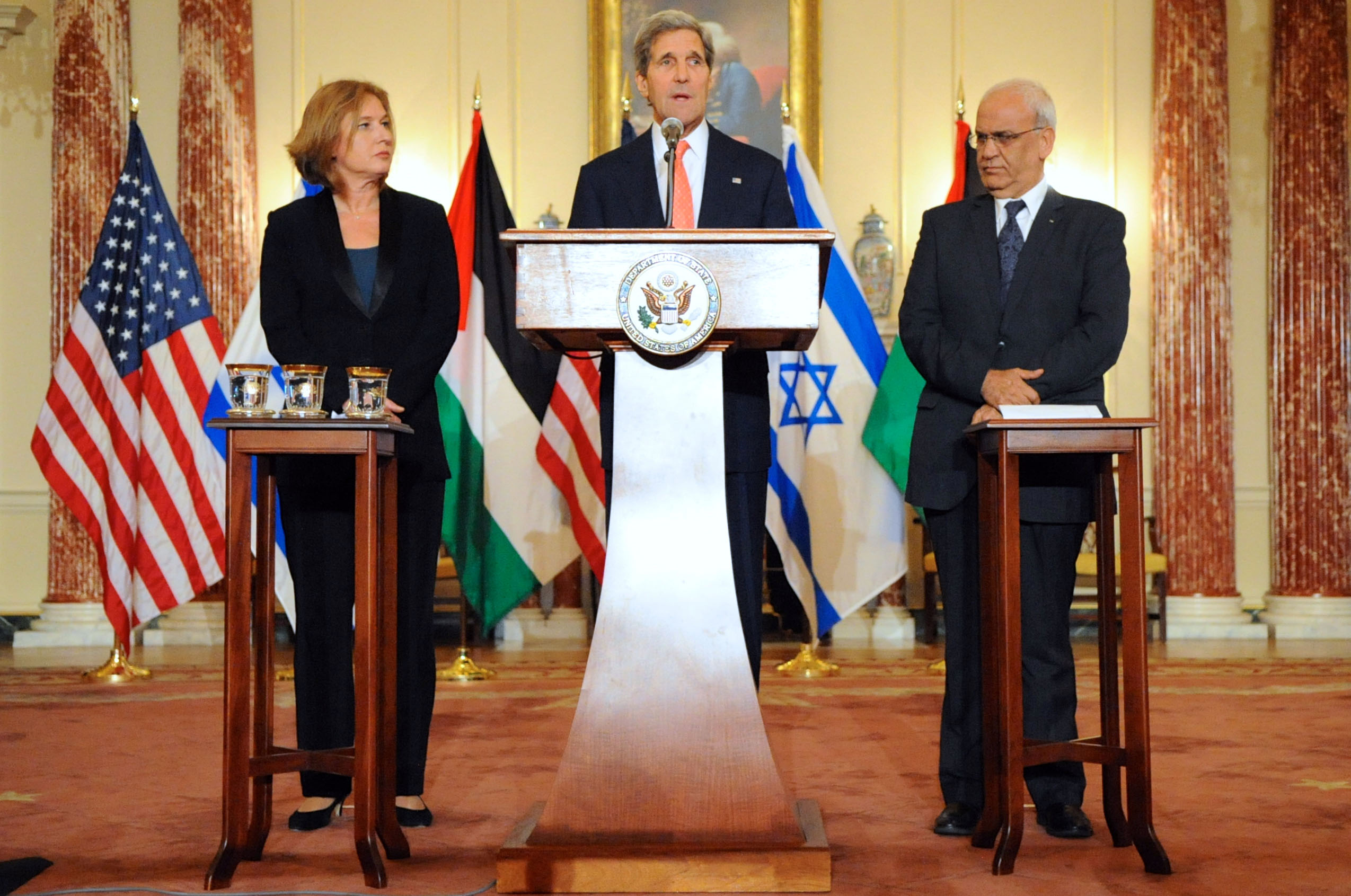

بدأت المفاوضات المباشرة بين إسرائيل والفلسطينيين في 29 يوليو 2013 في أعقاب محاولة قام بها وزير خارجية الولايات المتحدة جون كيري لإعادة بدء عملية السلام.
مارتين إنديك من مؤسسة بروكينغز في واشنطن العاصمة عينته الولايات المتحدة للإشراف على المفاوضات. وكان إنديك سفير الولايات المتحدة لدى إسرائيل ومساعد وزير الدولة لشؤون الشرق الأدنى خلال إدارة كلينتون. رفضت حماس، الحكومة الفلسطينية في غزة إعلان كيري، قائلة إن الرئيس الفلسطيني محمود عباس ليس له أي شرعية للتفاوض باسم الشعب الفلسطيني.
كان من المقرر أن تستغرق المفاوضات ما يصل إلى تسعة أشهر للوصول إلى وضع نهائي للنزاع الفلسطيني الإسرائيلي بحلول منتصف عام 2014. وقاد فريق المفاوضات الإسرائيلي المفاوضة المخضرمة وزيرة العدل تسيبي ليفني، بينما رأس الوفد الفلسطيني صائب عريقات، وهو أيضا أحد المفاوضين السابقين. وبدأت المفاوضات في واشنطن العاصمة وتقرر نقلها إلى فندق الملك داوود في القدس وأخيرا إلى الخليل. حدد موعد نهائي لإنشاء مخطط عام للاتفاق بحلول 29 أبريل 2014. وفي نهاية الموعد النهائي، انهارت المفاوضات، حيث يقال إن المبعوث الخاص للولايات المتحدة قد ألقى اللوم بصورة رئيسية على إسرائيل، بينما تصر وزارة الخارجية الأمريكية على عدم إلقاء اللوم على أي جانب، ولكن «كلا الجانبين فعلوا أشياء لا فائدة منها إلى حد كبير».

## المساومات السابقة لمحادثات السلام
قبل بداية محادثات السلام، قدم الجانبان تنازلات. وعرضت السلطة الفلسطينية تأجيل الاعتراف الدولي كدولة بالتوجه إلى المنظمات الدولية في الوقت الذي عرضت فيه إسرائيل الإفراج عن 104 سجينا فلسطينيا، 14 منهم عرب إسرائيليين، وجميعهم في سجون إسرائيلية منذ قبل اتفاق أوسلو الأول لعام 1993. وكان السجناء مسؤولين عن قتل 55 مدني إسرائيلي، و15 من أفراد قوات الأمن الإسرائيلية، وسائح فرنسي، وعشرات المشتبه فيهم من المتعاونين الفلسطينيين.
غير أن المعلقين أشاروا إلى أن إسرائيل قد وعدت بالفعل بإطلاق سراح هؤلاء الفلسطينيون أنفسهم الـ104، وذلك في عام 1999 بموجب مذكرة شرم الشيخ، ولكنها لم تفعل ذلك قط. يثار قلق النقاد أيضا من أن إسرائيل ستقوم ببساطة بإعادة إلقاء القبض على الفلسطينيين الذين يحتمل أن يطلق سراحهم، ويصرحون أن إسرائيل تستخدم هذا الإفراج البطيء لأخذ المفاوضات رهينة، وأن الهدف الرئيسي للإفراج هو تعزيز صورة إسرائيل. ووفقاً لتقرير لجنة شرم الشيخ لتقصي الحقائق، فإن قرار إسرائيل بعدم إطلاق سراح السجناء في ذلك الوقت كان يرجع إلى زيادة العنف ضد إسرائيل بصورة كبيرة من جانب شريكها في المذكرة، أي منظمة التحرير الفلسطينية، مما أدى إلى الانتفاضة الثانية. في الوقت المؤدي إلى الإفراج المزمع، اعتبرت إسرائيل أن «التحريض المؤسسي ضد إسرائيل، والتحريض ضد اليهود؛ والإفراج عن الإرهابيين؛ وعدم السيطرة على الأسلحة غير المشروعة؛ والتصرف الفعلي لعمليات العنف» علامة تشير إلى أن «منظمة التحرير الفلسطينية قد انتهكت صراحة تخليها عن الإرهاب وغيره من أعمال العنف، مما يؤدي إلى تآكل الثقة بين الطرفين إلى حد كبير».

## المناقشات
خلال فترة الـ9 أشهر، التقى جون كيري بالرئيس الفلسطيني محمود عباس في 34 مناسبة، كما التقى رئيس الوزراء الإسرائيلي بنيامين نتانياهو تقريبا ضعف عدد المرات. في 29 يوليو 2013، بينما اجتمع المفاوضون الإسرائيليون والفلسطينيون ليوم ثان في واشنطن لمناقشة تجديد محادثات السلام، قال محمود عباس «في قرار نهائي، لن نرى وجود إسرائيلي واحد – مدني أو عسكري – على أراضينا». تعليقاته تعرضت للإدانة الفورية من المسؤولين الإسرائيليين، الذين اتهموه بالتمييز ضد اليهود.
في 13 أغسطس، اليوم الأول، كان قادة الفريق الفلسطيني هم صائب عريقات ومحمد اشتية بينما كان نظراؤهم الإسرائيليون هم تسيبي ليفني وإسحاق مولخو. وكان وسطاء الولايات المتحدة هم مارتين إنديك وفرانك لونستين. وفي 13 أغسطس، أطلقت إسرائيل سراح الدفعة الأولى من السجناء الفلسطينيين البالغ عددهم 26 سجينا. وفي 19 أغسطس، دعا محمود عباس الولايات المتحدة إلى تكثيف مشاركتها في المحادثات، قائلا إن دورها ينبغي أن يكون استباقيا وليس مجرد إشراف. وفي 20 أغسطس، حثت إسرائيل الولايات المتحدة على دعم حكومة مصر العسكرية، قائلة إن عدم القيام بذلك سيهدد بعرقلة محادثات السلام. وفي 22 أغسطس، قال محمود عباس إنه لم يحرز أي تقدم في المحادثات الأربعة الأولى. وقال أيضا إن حق العودة الفلسطيني لا بد من التنازل عنه في حال التوصل إلى اتفاق سلام. وقال أيضا إنه تراجع عن بيانه السابق بأنه يريد أن يكون هناك دولة فلسطينية بدون إسرائيلي واحد؛ وقال إن المقصود هو أنه لا وجود للإسرائيليين الذين كانوا «جزءا من الاحتلال»، ولكنه لن يكون لديه مشكلة مع اليهود أو الإسرائيليين الذين يأتون إلى فلسطين لأسباب تجارية أو سياحية، ما دام أنهم ليسوا قوة احتلال.
في 5 سبتمبر 2013، قال نبيل شعث، المفاوض الفلسطيني، إن إسرائيل لم تقدم بعد أي عروض جديدة على الطاولة، وأن إسرائيل لم تسمح لمارتين إنديك إلا بحضور إحدى المحادثات الستة حتى الآن، وأن القيادة الفلسطينية لن تقبل «حلول مؤقتة»، فقط اتفاق سلام دائم. وفي 8 سبتمبر، اتهمت إسرائيل الفلسطينيين بتسريب المعلومات المتعلقة بالمحادثات، التي يُفترض أن تكون سرية، إلى الصحافة. وذكر مسؤول إسرائيلي أيضا أن بعض المعلومات التي سربها الفلسطينيون ليست صحيحة. وفي 25 سبتمبر، اتفق كل من إسرائيل والفلسطينيين على تكثيف محادثات السلام مع زيادة الدور الذي تقوم به الولايات المتحدة.
في 26 سبتمبر، تكلم محمود عباس أمام مجلس الأمن التابع للأمم المتحدة، ورحب باستئناف محادثات السلام بينما انتقد في الوقت نفسه البناء الاستيطاني لإسرائيل. ولم يحضر الوفد الإسرائيلي خطاب عباس لأنه كان يحتفل بعيد العرش. ودعت حركة حماس والجهاد الإسلامي إلى انتفاضة ثالثة، وقال متحدث باسم الجناح المسلح لحماس إن محادثات السلام الحالية «عقيمة».
في 17 أكتوبر 2013، كرر عباس الإعراب عن رأيه بأنه لن يقبل أي وجود عسكري إسرائيلي على الأرض الفلسطينية. وفي 22 أكتوبر، أفيد أن إسرائيل والفلسطينيين ناقشوا مسألة المياه. وفي 27 أكتوبر، كانت إسرائيل على استعداد لإطلاق دفعة أخرى من السجناء الفلسطينيين لتهيئة مناخ إيجابي لمحادثات السلام الجارية. في 28 أكتوبر، رفض نتانياهو رفضا قاطعا حق الفلسطينيين في العودة، وقال إن القدس يجب أن تظل غير مقسمة. وفي 29 أكتوبر، انتهت المرحلة الثانية من إطلاق سراح السجناء الفلسطينيين حيث أُفرج عن 26 سجينا.
في 6 نوفمبر، قال المفاوضون الإسرائيليون إنه لن تكون هناك دولة تقوم على حدود عام 1967، وأن الجدار الفاصل سيكون حدودا. في 14 نوفمبر، غادر الفريق الفلسطيني المفاوضات ملقي باللائمة على «تصاعد بناء المستوطنات».
في 4 ديسمبر 2013، أبلغ صائب عريقات جون كيري بأن محادثات السلام مع إسرائيل تتعثر وحث كيري على إنقاذها. وذكرت إحدى الصحف الإسرائيلية أيضا أن إسرائيل مستعدة لتسليم 2000 هكتارا (5000 فدانا، أو 7 ميل مربع) من الأراضي إلى الفلسطينيين لإظهار استعدادها للسماح للمشاريع الفلسطينية بهذه الأراضي. وكانت الأرض مملوكة ملكية خاصة للفلسطينيين لكن محتلة عسكرياً من قبل إسرائيل. وفي 26 ديسمبر، بدأ وزراء الليكود بقيادة ميري ريغيف مشروع قانون لضم وادي الأردن، وهو مشروع سيمنع نتانياهو من قبول الاقتراح الأمريكي بإخضاع غور الأردن والمعابر الحدودية إلى الأردن تحت السيطرة الفلسطينية، مع توفير الأمن على الحدود من قبل جنود الجيش الإسرائيلي والولايات المتحدة. وفي 30 ديسمبر، قال صائب عريقات إن محادثات السلام فشلت، مشيرا إلى مشروع القانون الإسرائيلي السالف الذكر المتعلق بضم وادي الأردن. وقال عريقات إن حرمان الدولة الفلسطينية من الحدود مع الأردن سيكون خطوة واضحة نحو الفصل العنصري، وأن السلطة الفلسطينية ينبغي أن تسعى من جانب واحد إلى الاعتراف الدولي والعضوية في المنظمات. وقال عريقات أيضا إن «إسرائيل تريد تدمير الحل القائم على وجود دولتين من خلال ممارساتها اليومية». ورفض كبير موظفي منظمة التحرير الفلسطينية أيضا فكرة تمديد محادثات السلام إلى ما بعد الموعد النهائي المحدد لها لتسعة أشهر. وفي 30 ديسمبر، أفرجت إسرائيل عن مجموعتها الثالثة من السجناء، التي تتألف من 26 من سجناء الأمن الفلسطينيين.
في يناير 2014، ذكرت معاريف أن القادة الإسرائيليين والأمريكيين ما فتئوا يناقشون إمكانية التخلي عن أجزاء من المثلث العربي للفلسطينيين مقابل المستوطنات اليهودية في الضفة الغربية، وينظرون فيها بجدية. ويصبح سكان المثلث تلقائيا مواطنين فلسطينيين إذا حدث ذلك. وهذه الفكرة مماثلة لخطة ليبرمان. وقال رامي حمد الله أيضا إن الفلسطينيين، بالرغم من إصرار عريقات على فشل المحادثات، سيواصلون المشاركة في المحادثات حتى الموعد النهائي في أبريل. وفي 5 يناير، هدد المتشددون في ائتلاف نتانياهو بالانسحاب من الحكومة في حال قبوله حدود عام 1967 كخط أساس للمحادثات. وقد ذكرت أحزاب المعارضة المسالمة، مثل العمل، أنها ستنضم إذا حدث ذلك، من أجل الحيلولة دون انهيار التحالف بالكامل. وفي 9 يناير، استنادا إلى عارفون بدواخل الأمور، كان الدعم المقدم إلى اتفاق يقوم على وجود دولتين داخل الكنيست يبلغ 85 مقابل 35 معارض. وبالإضافة إلى حزب العمل، كان المفاوضون الأمريكيون يحاولون أيضا إقناع الأطراف في شاس ويهودية التوراة المتحدة، وكلاهما مؤيد لعملية السلام بصورة عامة، بالانضمام إلى الحكومة للإبقاء على المفاوضات على قيد الحياة.
في 10 يناير 2014، وافقت إسرائيل على خطط لإنشاء 1,400 منزلا للمستوطنين. وأجاب صائب عريقات قائلا "إن الإعلان الأخير يظهر التزام إسرائيل الواضح بتدمير جهود السلام وفرض نظام فصل عنصري". تسيبي ليفني، التي عارضت أيضا منازل المستوطنين الجديدة، رد عليها السياسي الإسرائيلي زئيف إلكين، الذي قال أن للمستوطنات أهمية حيوية بالنسبة لأمن إسرائيل: "المسار الذي توصي به ليفني، يعني أنه سيتعين علينا أن نقول وداعاً لأمننا". وفي 14 يناير، رفض وزير الدفاع الإسرائيلي موشيه يعلون المفاوضات وأهان جون كيري، قائلا إنه كان يتصرف على أساس أنه "المخلص المنتظر"، وأن الشيء الوحيد الذي يمكن أن يخلصنا هو أن يحصل جون كيري على جائزة نوبل للسلام وأن يتركنا وشأننا". وأعرب يوفال شتاينتز، وهو عضو آخر في حزب الليكود، عن اتفاق عام مع آراء يعلون، ولكنه لم يوافق على الإهانة الشخصية. ومع ذلك، أصدر يعلون في وقت لاحق اعتذارا رسميا في بيان كتابي أرسله إلى وسائل الإعلام من وزارة الدفاع. وفي 18 يناير، هدد يائير لبيد، وزير المالية الإسرائيلي، بأن يخرج حزبه، هناك مستقبل، خارج الائتلاف إذا لم تتقدم محادثات السلام. وسيؤدي ذلك إلى الإطاحة بالحكومة الحالية ويرغم إما بتشكيل ائتلاف جديد، أو بإجراء انتخابات مبكرة.
في 21 يناير 2014، أعلنت إسرائيل عن خطط لإنشاء 381 منزلا جديدا للمستوطنين في الضفة الغربية. وأدان الفلسطينيون هذه الخطوة، واستبعدوا أيضا إمكانية أن تمتد محادثات السلام إلى ما بعد الموعد النهائي لمدة تسعة أشهر. وفي 22 يناير، قال عباس إنه يود أن تقوم روسيا بدور أكثر فعالية في المفاوضات. وفي 27 يناير، قال الفلسطينيون إنهم لن يسمحوا ببقاء «مستوطن واحد» في دولة فلسطينية، ولكن ذلك لا ينبع من المواقف المعادية لليهود. بل سيكون لليهود الذين يعيشون في الضفة الغربية خيار البقاء إذا تخلوا عن جنسيتهم الإسرائيلية وطلبوا أن يكونوا مواطنين فلسطينيين. وأظهر استطلاع للرأي أن 4.5 في المائة من المستوطنين اليهود سينظرون في أن يصبحوا مواطنين فلسطينيين بموجب هذا الترتيب. وفي 31 يناير، وفقا لما ذكره مارتين إنديك، سيسمح الإطار لصفقة السلام المدعومة من الولايات المتحدة في الشرق الأوسط ببقاء 80 في المائة من المستوطنين اليهود في الضفة الغربية. ومن شأن هذه الصفقة أن تعيد رسم الحدود بحيث تعاد تسمية نحو 80 في المائة من منازل المستوطنين على أنها موجودة في إسرائيل، في حين سيتم تسليم قطع الأراضي الأخرى إلى السلطة الفلسطينية في صفقة مقترحة لمقايضة الأراضي. من النقاط الرئيسية الأخرى في هذا الإطار السماح لإسرائيل بالاحتفاظ بدور في الحفاظ على الأمن على طول حدود الضفة الغربية مع الأردن المجاور. ومن شأن الترتيبات الأمنية الجديدة أن ترى إنشاء منطقة بأسوار تقنية متطورة مزودة بأجهزة استشعار وطائرات مراقبة بلا طيار تحلق في الأعلى. ويمكن أيضا لمعاهدة السلم النهائية أن تقدم تعويضات للضحايا على جانبي النزاع التاريخي.
في 3 فبراير 2014، اقترح عباس أن تقوم قوات للناتو تقودها الولايات المتحدة بتسيير دوريات في دولة فلسطينية في المستقبل بدلا من أن يكون للقوات الإسرائيلية وجود في غور الأردن، غير أن المستوطنين الإسرائيليين والجنود الإسرائيليين لهم خمس سنوات لمغادرة فلسطين بمجرد تشكيل الدولة. وفي 6 فبراير، أفادت التقارير بأن إسرائيل تسعى إلى ضم 10 في المائة من الضفة الغربية، غير أن المفاوضين الفلسطينيين أصروا على الاحتفاظ بنسبة 97 في المائة على الأقل. وفي 9 فبراير، رفض الوزراء اقتراحا قدمه مشرع الليكود ميري ريغيف لضم بعض مستوطنات للضفة الغربية والطرق المؤدية إليها.
في أثناء المفاوضات، تبع نتانياهو سابقة رئيس وزراء إسرائيل إيهود أولمرت، وجعل الاعتراف بإسرائيل بوصفها دولة يهودية مطلب للسلام. وذكرت بعض المصادر الإخبارية كذبا أن نتانياهو هو أول رئيس وزراء إسرائيلي يقدم هذا الشرط. حاثا عباس على الاعتراف بإسرائيل بوصفها الدولة القومية اليهودية، قال كما ذكرت التقارير:
لقد حان الوقت لكي يكف الفلسطينيون عن رفض التاريخ. ومثل ما إسرائيل مستعدة للاعتراف بدولة فلسطينية، يجب أن تكون القيادة الفلسطينية على استعداد للاعتراف بالدولة اليهودية. وبالقيام بذلك، ستقولون لشعبكم بأنه على الرغم من وجود نزاع إقليمي، فإن حق إسرائيل في الوجود هو أمر لا جدال فيه. وستوضحون في النهاية أنكم على استعداد حقيقي لوضع حد للصراع.
ولهذه الغاية، أعلن عن عزمه على إدراج هذا التعريف الإسرائيلي في قانون أساسي. وسيكون القانون المقترح إضافة إلى إعلان إسرائيل الاستقلال المؤرخ مايو 1948 الذي يعرِّف إسرائيل بأنها دولة يهودية. وأعربت وزيرة العدل تسيبي ليفني عن قلقها إزاء هذا الاقتراح. وعلى الرغم من أنها تؤيد تعريف إسرائيل بصورة أكثر وضوحا في القانون بوصفها «الوطن القومي للشعب اليهودي ودولة ديمقراطية»، فإنها أعربت عن اعتراضها على«أي قانون يعطي التفوق» للطابع اليهودي للدولة على القيم الديمقراطية للبلد. وقالت ليفني أيضا إنها لا تستطيع أن تؤيد سوى التشريعات التي يكون فيها «لليهودية والديمقراطية نفس الوزن وليس اليهودية أكثر من الديمقراطية ولا أكثر ديمقراطية من اليهودية».

رفض عباس هذا الطلب، مشيرا إلى أن الفلسطينيين قد قدموا اعترافهم لدولة إسرائيل، سواء في عام 1988 أو في اتفاقات أوسلو لعام 1993. وأضاف أنه لم يُطلب من الأردن ولا مصر، التي وقعت معهم إسرائيل معاهدات السلام، أن يعترفوا بالطابع اليهودي لإسرائيل. لن يقبل الفلسطينيون أبداً إسرائيل بوصفها دولة دينية، لأنها ستضر بحقوق الأقلية الفلسطينية في إسرائيل و
تقبلها الآن كدولة يهودية يعرض للخطر مطالبات الملايين من اللاجئين الفلسطينيين الذين فرت أسرهم من القتال الذي أعقب إنشاء إسرائيل في عام 1948 ولم يُسمح لهم بالعودة.
في 28 مارس 2014، فشلت إسرائيل في الإفراج عن الدفعة الرابعة من السجناء الفلسطينيين البالغ عددهم 26 سجينا، كما كان مقررا، في ما تقول المصادر الفلسطينية إنه انتهاك للشروط الأصلية لمحادثات السلام. ووفقا لما ذكره مسؤولون إسرائيليون، ادعى الفلسطينيون علنا أنهم سيغادرون محادثات السلام بمجرد الإفراج عن الدفعة الأخيرة من السجناء. وأفادت التقارير بأن إسرائيل طالبت بتمديد الموعد النهائي المحدد في 29 أبريل قبل الإفراج. وقد تضمن الاتفاق تعهدا فلسطينيا بعدم التوقيع على الاتفاقيات الدولية. وبعد أن امتنعت إسرائيل عن إطلاق سراح السجناء، مضى محمود عباس إلى الأمام ووقّع 15 اتفاقية بشأن التقيد بحقوق الإنسان والحقوق الاجتماعية. وقامت إسرائيل بعد ذلك بتدمير العديد من الهياكل الإنسانية الممولة من الاتحاد الأوروبي في منطقة إي 1 وذكرت أن الإفراج عن السجناء يتوقف على التزام الفلسطينيين بمواصلة محادثات السلام بعد نهاية مهلة أبريل. وبعد ذلك ببضعة أيام، وافقت إسرائيل على تقديم عطاءات لـ 708 وحدة سكنية إسرائيلية أخرى خارج الخط الأخضر، في جيلو، أعقبتها عقوبات مختلفة ضد الفلسطينيين انتقاماً من انضمامهم إلى الاتفاقيات الدولية.
في نهاية مارس، أفادت صحيفة هآرتس بأن الولايات المتحدة وإسرائيل والسلطة الفلسطينية تتفاوض على «صفقة كبرى» من أجل «إنقاذ محادثات السلام». وناقش كيري ونتانياهو إمكانية توسيع نطاقها حتى نهاية عام 2014، وضمان عدم قيام الفلسطينيين بتحركات من جانب واحد في الأمم المتحدة. وقد نص الاقتراح الإسرائيلي على الإفراج عن الدفعة الرابعة من السجناء الفلسطينيين البالغ عددهم 26 سجينا على أساس تمديد المفاوضات إلى ما بعد الموعد النهائي الحالي وهو 29 أبريل، وشمل ذلك الإفراج عن 400 سجينا فلسطينيا غير بارزين، فضلا عن السجناء البارزين الـ26، بمن فيهم 14 من عرب إسرائيل. وهي تستبعد السجناء البارزين وهم مروان البرغوثي وأحمد سعدات الذين رفضت إسرائيل رفضا قاطعا إطلاق سراحهم. وعرضت إسرائيل أيضا تجميد معظم المستوطنات بصورة غير رسمية خارج القدس الشرقية لمدة الثمانية أشهر المقبلة. وقالت إسرائيل إنها ستحل مصير طلبات جمع شمل الأسر التي قدمتها نحو 5,000 أسرة في الضفة الغربية وقطاع غزة. ووفقا لما ذكره مسؤولون إسرائيليون، فإن الولايات المتحدة ستفرج عن جوناثان بولارد كامتياز لإسرائيل. وفي أبريل 2014، أفادت صحيفة جيروزاليم بوست بأن عباس أدرج 3 شروط لتمديد محادثات السلام إلى ما بعد الموعد النهائي المحدد في 29 أبريل؛ أنه سيجري التعامل مع حدود الدولة الفلسطينية في المستقبل خلال الأشهر الثلاثة الأولى من المحادثات الموسعة، والتجميد الكامل لجميع أعمال بناء المستوطنات، والإفراج دون ترحيل المجموعة الرابعة من السجناء الفلسطينيين، بمن فيهم عرب إسرائيل.
في 23 أبريل 2014، وافق الفصيلين الفلسطينيين المتنافسين، حماس وفتح، على تشكيل حكومة وحدة وإجراء انتخابات جديدة. وقال نتانياهو إنه سيتعين على عباس الاختيار بين السلام مع إسرائيل والسلام مع حركة حماس في الوقت الذي قال فيه المسؤولون الفلسطينيون إنها مسألة داخلية وتعزيز السلام بتوحيد الشعب الفلسطيني. أوقفت إسرائيل محادثات السلام قائلة إنها «لن تتفاوض مع حكومة فلسطينية تدعمها حماس، وهي منظمة إرهابية تطالب بتدمير إسرائيل»، مهددة بفرض عقوبات على السلطة الفلسطينية. وبعد وقت قصير بدأت إسرائيل تنفيذ العقوبات الاقتصادية ضد الفلسطينيين وألغت الخطط الرامية إلى بناء مساكن للفلسطينيين في المنطقة ج من الضفة الغربية.